# Горшков, Леонид Александрович
Леонид Александрович Горшков (5 июля 1930, пос. Сучанский Рудник, Дальневосточный край — 3 сентября 1994, Москва) — советский государственный и партийный деятель. Заместитель Председателя Совета Министров РСФСР в 1985–1990.

## Биография
Родился 5 июля 1930 года в посёлке Сучанский Рудник (ныне город Партизанск) Приморского края в семье рабочего-горняка. Русский.
После окончания школы с 1948 по 1950 проходил обучение в Сучанском горном техникуме, в 1950 поступил и в 1952 окончил Сибирский металлургический институт в Сталинске (ныне Новокузнецк).
В 1952–1954 работал на шахте имени Вахрушева в Киселёвске. Член КПСС с 1952 года.
В 1954–1957 секретарь парткома шахты «Тайбинская» комбината «Прокопьевскуголь».
В 1957–1960 второй секретарь Киселёвского горкома КПСС. В 1961 освобождён от должности как «незрелый в партийном отношении» за отказ от направления на работу в сельский райком, назначен начальником Киселёвского шахтостроительного управления (до 1963). В 1962 году реабилитирован при поддержке В. П. Романова. В январе 1963 – августе 1964 первый секретарь Киселёвского горкома КПСС.
В 1964–1967 заведующий отделом угольной промышленности, в ноябре 1967 – феврале 1968 секретарь, в 1968–1974 второй секретарь Кемеровского обкома КПСС. Первоначально пользовался покровительством первого секретаря А. Ф. Ештокина, затем их отношения осложнились.
В 1974–1985 первый секретарь Кемеровского обкома КПСС. В 1976–1990 член ЦК КПСС. При нём в 1977 году завершилось строительство крупнейшей в СССР шахты «Распадская» под Междуреченском, в Кемерово в 1976 был принят в эксплуатацию крупнейший в области универсам площадью более 3,5 тыс. кв. метров, в 1978 появилось троллейбусное движение в Новокузнецке, в 1979 было введено в эксплуатацию новое здание областной филармонии, в 1983 появился Институт угля и углехимии Сибирского отделения Академии наук СССР.
В 1985–1990 заместитель Председателя Совета Министров РСФСР.
Делегат XXIV, XXV, XXVI и XXVII съездов КПСС и XIX Всесоюзной конференции КПСС. Депутат Совета Союза Верховного Совета СССР (1974–1989) от Кемеровской области. Народный депутат СССР. Депутат Верховного Совета РСФСР (1971–1975) от Кемеровской области.
С 1990 года персональный пенсионер союзного значения. Скончался 3 сентября 1994 года в г. Москве. Похоронен на Троекуровском кладбище.

## Награды
- Орден Ленина (4.07.1980)[6]
- Орден Октябрьской Революции
- Орден Трудового Красного Знамени
- Орден «Знак Почёта»

## Сочинения
- Горшков Л. А. На рубежах экономии: опыт предприятий Кемеровской области. — М.: Экономика, 1979. — 84 с.